# Territoire de Salaga

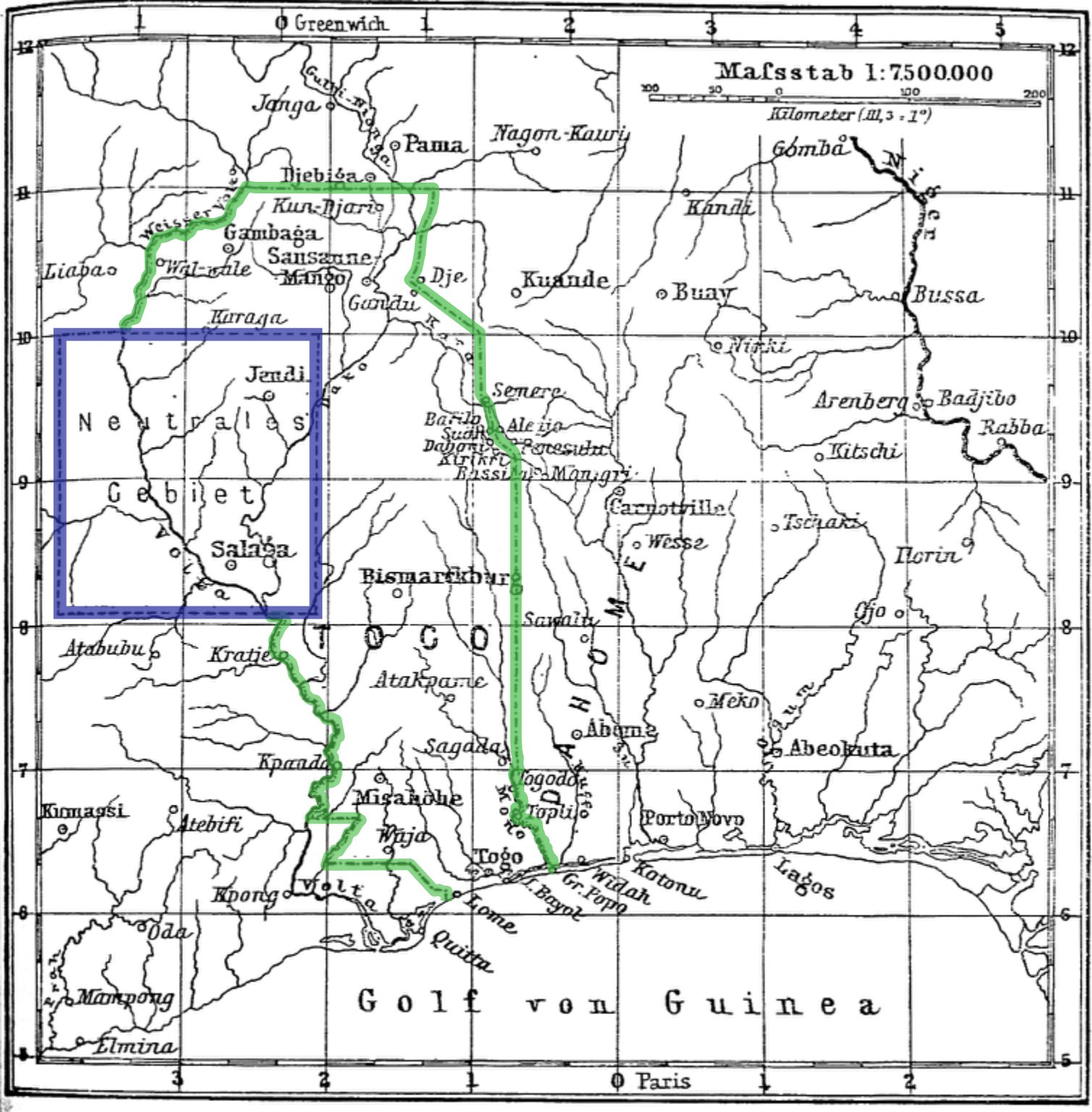
Carte du territoire de Salaga, entouré de bleu.

Le territoire de Salaga (en allemand Salaga-Gebiet ; en anglais Salaga Area) était une zone neutre créée à la fin du XIXe siècle entre deux puissances coloniales, l'Empire britannique et l'Empire allemand. Il comprend les terres autour de la ville de Salaga, qui se trouvent aujourd'hui au nord-ouest du Ghana.

## Géographie
Ce territoire s'étend du nord au sud à la confluence de la rivière Dako et de la Volta blanche[pas clair] ; d'est en ouest il dessine dans un rectangle les limites du domaine des tribus dagombas, tandis que la confluence du Trubong et de la Volta Noire marque la frontière occidentale.

## Histoire
Ce territoire est disputé à la fin du XIXe siècle par les deux puissances coloniales que constituent l'Empire britannique et l'Empire allemand. Les Britanniques ne veulent pas que Salaga, qui est un point de passage important des caravanes à destination du nord et du Sahara, échappe à leur domination. Le traité Heligoland-Zanzibar de 1890 entre les puissances décide des frontières et des influences de chacune en Afrique de l'Ouest. Il est prévu que les terres de l'intérieur de la Côte de l'Or et du Togoland soient sous influence allemande à l'est, sous influence britannique à l'ouest. Mais ce territoire est disputé en raison de sa composition ethnique (les Mamprusis, dont le chef est sous influence britannique, et les Dagombas) et de sa situation géographique, avec ses confluences de grandes voies d'eau. Entre 1889 et 1899, une grande partie des autorités de Berlin et de Londres considèrent que cette zone située entre le Togoland (colonie allemande) et la Côte-de-l'Or (colonie britannique), qui regroupe en grande partie le domaine des Dagombas, doit rester neutre pour éviter tout possible conflit, alors qu'une minorité à Londres réclame le regroupement des Mamprusis sous son autorité. C'est ainsi que le traité de Samoa décide finalement de la solution d'un territoire neutre en décembre 1899. Le Royaume-Uni est alors confrontée à la guerre des Boers et cette solution est acceptée des deux parties.
Les Britanniques obtiennent que la majorité des Mamprusis aient la possibilité de se regrouper du côté britannique, tandis que les Tchekossis peuvent faire de même du côté allemand.
Lorsque les Allemands perdent leurs colonies après la Première Guerre mondiale, cette zone neutre entre dans l'Empire britannique, puis fait partie du Ghana à partir de son indépendance en 1957.